# Vườn quốc gia Brasília
Vườn quốc gia Brasília (Parque Nacional de Brasília) là một vườn quốc gia nằm cách trung tâm thủ đô Brasília khoảng 10 kilômét (6,2 mi), thuộc Quận liên bang, trung tâm phía tây Brasil. Vườn quốc gia này có diện tích 423,83 kilômét vuông (163,64 dặm vuông Anh) với ranh giới trải dài ở vùng ngoại ô của Quận liên bang là Brazlândia, Sobradinho và đô thị Padre Bernardo. Nó được quản lý bởi Viện Bảo tồn Đa dạng sinh học Chico Mendes (ICMBio) và là vườn quốc gia lớn nhất thế giới nằm trong một khu vực đô thị hóa.

## Lịch sử
Vườn quốc gia này được thành lập vào ngày 29 tháng 11 năm 1961 theo nghị định liên bang như là một phần của việc xây dựng thành phố mới Brasília. Nơi đây như là một vườn ươm thực vật, một công viên xanh của thành phố. Trước khi thành phố Brasilia được xây dựng, nơi đây từng là nơi khai thác vàng, còn lại nhiều những giếng nước hai bên đường vào. Năm 1994, có đến 70% diện tích của vườn quốc gia này bị thiêu rụi.